# A Kongói Demokratikus Köztársaság az olimpiai játékokon
A Kongói Demokratikus Köztársaság 1968-ban vett részt első alkalommal a nyári olimpiai játékokon. A köztársaság 16 évvel később, 1984-ben tért vissza újból a sportünnepekre, Zaire néven. Ez az ország azóta is minden nyári olimpián képviseltette magát, de télin még egyszer sem. 2000 óta ismét a korábbi nevén vesz részt a játékokon.
Még egyetlen kongói demokratikus köztársasági sportoló sem nyert olimpiai érmet.
A Kongói Olimpiai Bizottságot 1963-ban alapították, és a NOB 1968-ban vette fel tagjai közé.